# Allison Hossack
Allison Hossack (* 26. Januar 1965 in Steinbach, Manitoba) ist eine kanadische Schauspielerin.

## Leben
Allison Hossack, oder Allison J. Hossack wuchs in Killarney, Manitoba, auf. Bereits in ihrer Jugend trat sie bei Musical-Aufführungen ihrer Schule als Sängerin auf. Nach ihrer Schulzeit studierte sie an der Brandon University in Manitoba Musik und Schauspiel und machte im Fach Musik ihren Bachelor-Abschluss.
Im Jahr 1989 begann in den USA Allison Hossacks Fernsehkarriere in der dort tagsüber ausgestrahlten US-amerikanischen Daily Soap Another World. Die Rolle der Olivia Matthews spielte sie bis 1992. Nach dieser Zeit war sie zur Hauptsendezeit (in den USA) in starken Frauenrollen zu sehen, so beispielsweise als Danielle LaPointe in Cobra von 1992 bis 1994 an der Seite von Michael Dudikoff, als Nora Gracen in Jim Profit – Ein Mann geht über Leichen von 1996 oder in neuerer Zeit als Dr. Christine Draper in Stephen Kings „Kingdom Hospital“ von 2004.
Neben zahlreichen Gastauftritten in bekannten TV-Serien, wirkte sie auch in diversen B-Movie-Produktionen mit, die allerdings im deutschsprachigen Raum keinen hohen Bekanntheitsgrad besitzen, beispielsweise 1991 in dem Mystery-Streifen White Light – Licht im Tunnel des Todes mit Filmpartner Martin Kove oder im 1999 gedrehten Science-Fiction-Film Fluchtpunkt Mars.
Allison Hossack hat in Toronto und New York City gelebt und gearbeitet. Jetzt lebt sie zusammen mit ihrem Ehemann Jamie in Vancouver. Sie verfasst auch Kurzgeschichten und widmet sich nebenbei dem Yoga.

## Filmografie (Auswahl)
- 1995: Outer Limits – Die unbekannte Dimension (The Outer Limits, Fernsehserie, eine Folge)
- 1995: Tatort Schlafzimmer (Dangerous Intentions)
- 1995: Sliders – Das Tor in eine fremde Dimension (Sliders, Fernsehserie, eine Folge)
- 1996–1998: Poltergeist – Die unheimliche Macht (Poltergeist: The Legacy, Fernsehserie, zwei Folgen)
- 1996: Gejagt – Das zweite Gesicht (Two, Fernsehserie, zwei Folgen)
- 1997: Viper (Fernsehserie, eine Folge)
- 1998: F/X – Tödliche Tricks (F/X: The Series, Fernsehserie, eine Folge)
- 1998: PSI Factor – Es geschieht jeden Tag (PSI Factor – Chronicles of the Paranormal , Fernsehserie, eine Folge)
- 1999–2000: Hope Island (Fernsehserie, 21 Folgen)
- 1999: Fluchtpunkt Mars (Escape from Mars, Fernsehfilm)
- 2000: First Wave – Die Prophezeiung (First Wave, Fernsehserie, eine Folge)
- 2001: Anthrax
- 2002: Stargate – Kommando SG-1 (Stargate SG-1, Fernsehserie, eine Folge)
- 2003: Twilight Zone (The Twilight Zone, Fernsehserie, eine Folge)
- 2004: Kingdom Hospital (Fernsehserie, 12 Folgen)
- 2004: Stargate Atlantis (Fernsehserie, eine Folge)
- 2005: Falcon Beach (Fernsehfilm)
- 2007–2008: Reaper – Ein teuflischer Job (Reaper, Fernsehserie, sieben Folgen)
- 2010: Eine total verrückte Bescherung (Battle of the Bulbs)
- 2010: Sanctuary  – Wächter der Kreaturen (Staffel 3, Folge 6: Animus)
- 2012: Ein Hund namens Duke (Duke, Fernsehfilm)
- 2015: Saving Hope (Fernsehserie, eine Folge)
- 2017: Good Witch (Fernsehserie, zwei Folgen)
- 2018: Condor (Fernsehserie, zwei Folgen)